# Dengeki hp
A Dengeki hp (電撃hp) egy japán szeinen magazin volt, melyet a MediaWorks adott ki és többségében light noveleket publikált. Az első száma 1998. december 18-án jelent meg és egészen a nyolcadik számig negyedévente jelent meg, ezután átállt kéthavi megjelenésre. A magazin 2007 október 10-én szűnt meg az ötvenedik számmal, helyét a Dengeki Bunko Magazine vette át 2007 decemberében.

## Publikált sorozatok
- 9S
- Aruhi, bakudan ga ocside kite
- Sinigami no ballad
- Bokuszacu tensi Dokuro-csan
- Cheerful Charmer Momo
- E.G. Combat
- Hanbun no cuki ga noboru sora
- Inside World
- Inukami!
- Irija no szora, UFO no nacu
- Kino no tabi: the Beautiful World
- Mamoru-kun ni megami no sukufuku o!
- Nogizaka Haruka no himicu
- Sakugan no Shana
- Tenszó no sita no basireiszu
- Thunder Girl!
- Toradora!
- Toradora Spin-off!
- Vatasitacsi no Tamura-kun